# یوناس اوکرلوند
یوناس اوکرلوند (سوئدی: Jonas Åkerlund؛ زادهٔ ۱۰ نوامبر ۱۹۶۵) کارگردان، تدوین‌گر و درام‌نواز اهل سوئد است. او از سال ۱۹۸۳ میلادی تاکنون مشغول فعالیت بوده و بیشتر به خاطر نماهنگ‌سازی‌هایش که غالباً تقلیدی استهزاآمیز از تیزرهای سینمایی و فیلم‌های کوتاه هستند، شناخته می‌شود.
از آثار مشهورش می‌توان موزیک‌ویدیوی «علیه من به‌کار می‌بری» از بریتنی اسپیرز که نقدهای مثبتی را از منتقدان موسیقی دریافت کرد و «پرتوی نور» مدونا را نام برد که جایزه ام‌تی‌وی برای نماهنگ سال و جایزه گرمی برای بهترین نماهنگ را در سال ۱۹۹۸ از آن خود کرد.